# Вельґоленка
Вельґоленка (пол. Wielgołęka) — село в Польщі, у гміні Ґолимін-Осьродек Цехановського повіту Мазовецького воєводства.
Населення — 93 особи (2011).
У 1975-1998 роках село належало до Цехановського воєводства.

## Демографія
Демографічна структура станом на 31 березня 2011 року:
|          | Загалом | Допрацездатний вік | Працездатний вік | Постпрацездатний вік |
| -------- | ------- | ------------------ | ---------------- | -------------------- |
| Чоловіки | 40      | 9                  | 25               | 6                    |
| Жінки    | 53      | 18                 | 20               | 15                   |
| Разом    | 93      | 27                 | 45               | 21                   |